# Tachybaptus dominicus
Tachybaptus dominicus е вид птица от семейство Podicipedidae. Видът е незастрашен от изчезване.

## Разпространение
Разпространен е в Аржентина, Аруба, Бахамски острови, Белиз, Боливия, Бонер, Свети Евстатиус и Саба, Бразилия, Кайманови острови, Колумбия, Коста Рика, Куба, Кюрасао, Доминиканска република, Еквадор, Салвадор, Френска Гвиана, Гваделупа, Гватемала, Гвиана, Хаити, Хондурас, Ямайка, Мексико, Никарагуа, Панама, Парагвай, Перу, Пуерто Рико, Суринам, Тринидад и Тобаго, Търкс и Кайкос, САЩ, Уругвай, Венецуела, Британски Вирджински острови и Вирджински острови.